# Erzähler
Ein Erzähler – oder auch Narrator (entlehnt aus dem lateinischen narrator) – kann eine Person sein, welche Mythen, Genealogien, Märchen und Sagen mündlich weiterträgt. In vielen Kulturen haben solche Geschichtenerzähler eine wichtige gesellschaftliche Aufgabe, siehe Mündliche Überlieferung.
In der Literaturwissenschaft wird der Erzähler oft als abstrakte Instanz oder Funktion eines narrativen Textes verstanden, die nicht mit dem Autor identisch ist. Einige Erzähltheoretiker vertreten gegen diese Mehrheitsmeinung die Ansicht, dass Autoren fiktionaler Erzählungen sowohl in eigener Person erzählen als auch Figuren erzählen lassen können. Man bezeichnet diese Position als Optional-Narrator Theory.
In der Literaturkritik werden häufig Schriftsteller, deren Werk sich durch hohe erzählerische Qualität auszeichnet, als „Erzähler“ apostrophiert. Erzählende Literatur nennt man Epik.
Für Schmid (2007) erzählen Erzähltexte nicht unmittelbar, vielmehr stellen sie einen Erzählakt dar, eine fiktive Kommunikation, in dem ein fiktiver Erzähler, seinen ebenfalls fiktiven Adressaten, eine Geschichte erzählt. Damit wird der fiktive Erzähler zu jener Instanz, die in der fiktiven, versprachlichten Welt als Produzent der Erzählung aufträte. Schmid differenziert in der Folge zwischen der expliziten Darstellung, hier präsentiere sich der Erzähler mehr oder weniger selbst, und der impliziten Darstellung, die, so Schmid, auf den Symptomen oder indizialen Zeichen des Erzählextes beruhe.
Die implizite Darstellung ist jeder Erzählung immanent, sie sei von obligatorischem Charakter, denn sie ist letztlich konstitutiv für jede Erzählung. Hingegen ist die explizite Darstellung als fakultativ zu sehen.
In vielen Hörspielen ist der Erzähler die Stimme einer nicht direkt an der Handlung beteiligten Person, die zusätzliche Informationen liefert, welche sich aus den Dialogen allein nicht ergeben.

## Belege
1. ↑  Narrator – Duden, 2018
2. ↑  Dietrich Weber: Erzählliteratur. Schriftwerk, Kunstwerk, Erzählwerk. Vandenhoeck & Ruprecht, Göttingen 1998, S. 90–102.
3. ↑  Sylvie Patron (Hrsg.): Optional-Narrator Theory: Principles, Perspectives, Proposals. University of Nebraska Press, Lincoln 2021.
4. ↑  Wolf Schmid: Erzähltextanalyse. S. 98–120 In: Thomas Anz (Hrsg.): Handbuch Literaturwissenschaft. Bd. 2, Methoden und Theorien. J. B. Metzler, Stuttgart/Weimar 2007, ISBN 978-3-476-02154-0
5. ↑  Wolf Schmid: Elemente der Narratologie. Walter de Gruyter, Berlin 2005, ISBN 3-11-018593-8, S. 61
6. ↑  Wolf Schmid: Erzähltextanalyse. S. 109 In: Thomas Anz (Hrsg.): Handbuch Literaturwissenschaft. Bd. 2, Methoden und Theorien. J. B. Metzler, Stuttgart/Weimar 2007, ISBN 978-3-476-02154-0